# ありがとう (ステレオポニーの曲)
「ありがとう」は、日本のロックバンド・ステレオポニーの10作目のシングル。2011年9月28日リリース。

## 解説
2011年2枚目のシングルである。映画『天国からのエール』主題歌で、「スマイライフ」以来の映画の主題歌である。

## 収録曲
1. ありがとう
作詞/作曲：AIMI 編曲：ステレオポニー/BOND
アスミック・エース 『天国からのエール』 主題歌。
2. ツキアカリのミチシルベ -Acoustic Ver-
作詞/作曲：AIMI 編曲：ステレオポニー/BOND/mw
3. ありがとう -映画 Ver-
4. ありがとう ~Instrumental~
5. ツキアカリのミチシルベ -Acoustic Ver- ~Instrumental~

### DVD
初回生産盤Aのみ付属。
1. ありがとう 映画『天国からのエール』Ver (Video Clip)

初回生産盤Bのみ付属。
1. ありがとう ステレオポニー Ver (Video Clip)

## 収録アルバム
- BEST of STEREOPONY (#1)